# Tocha (woreda)
« Kachi (woreda) » redirige ici. Pour les autres significations, voir Kachi.
Tocha est un woreda de la zone Dawro de la région Éthiopie du Sud-Ouest. Ce district a 102 848 habitants en 2007.
Sa partie sud se détache récemment sous le nom de Kachi.